# Servaasbasiliek (Maastricht)

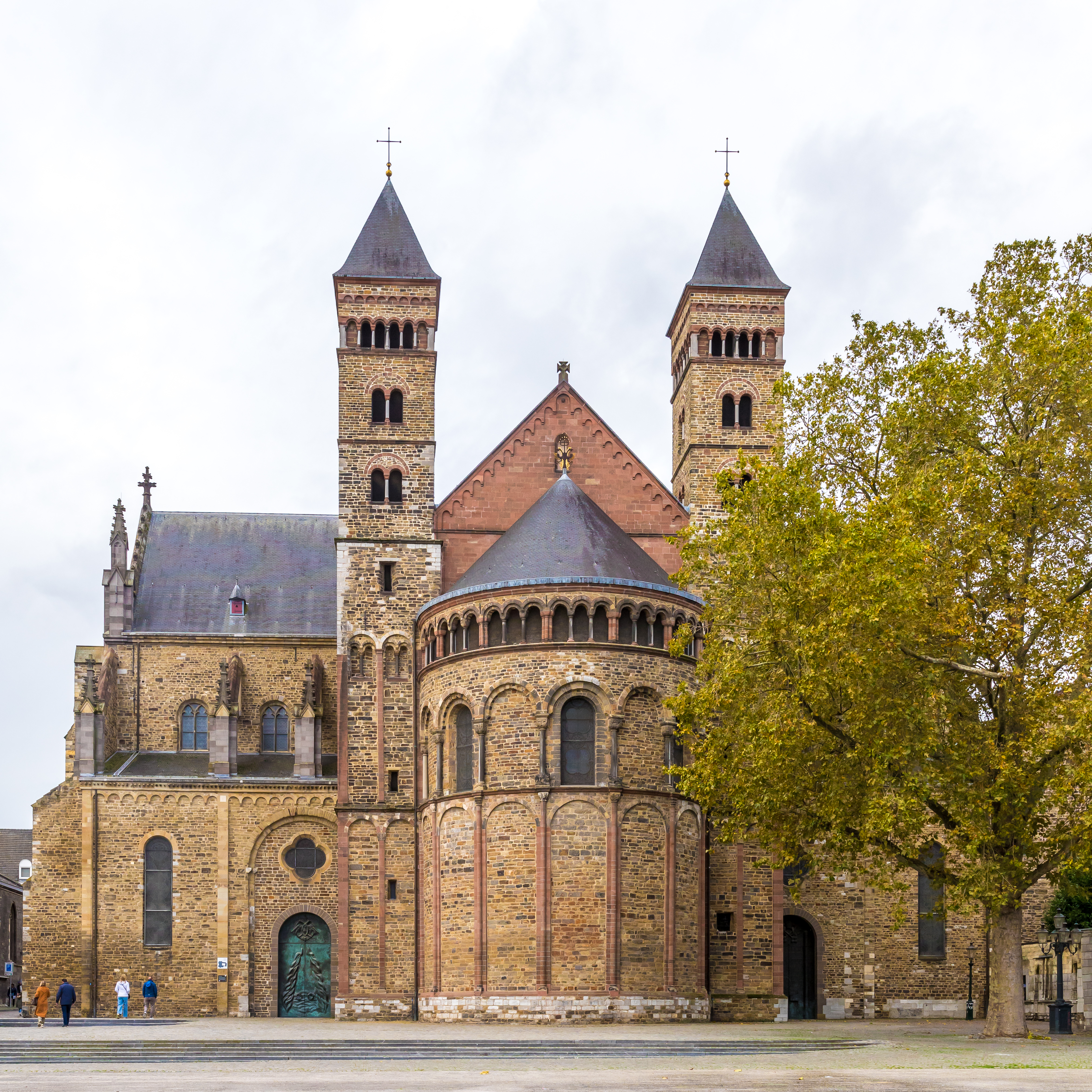
Servatiusbasilika am Vrijthof

Die katholische Servaasbasiliek (deutsch Servatiusbasilika) im niederländischen Maastricht ist eine romanische, dreischiffige Basilika, die als die älteste erhaltene Kirche der Niederlande gilt.

## Geschichte

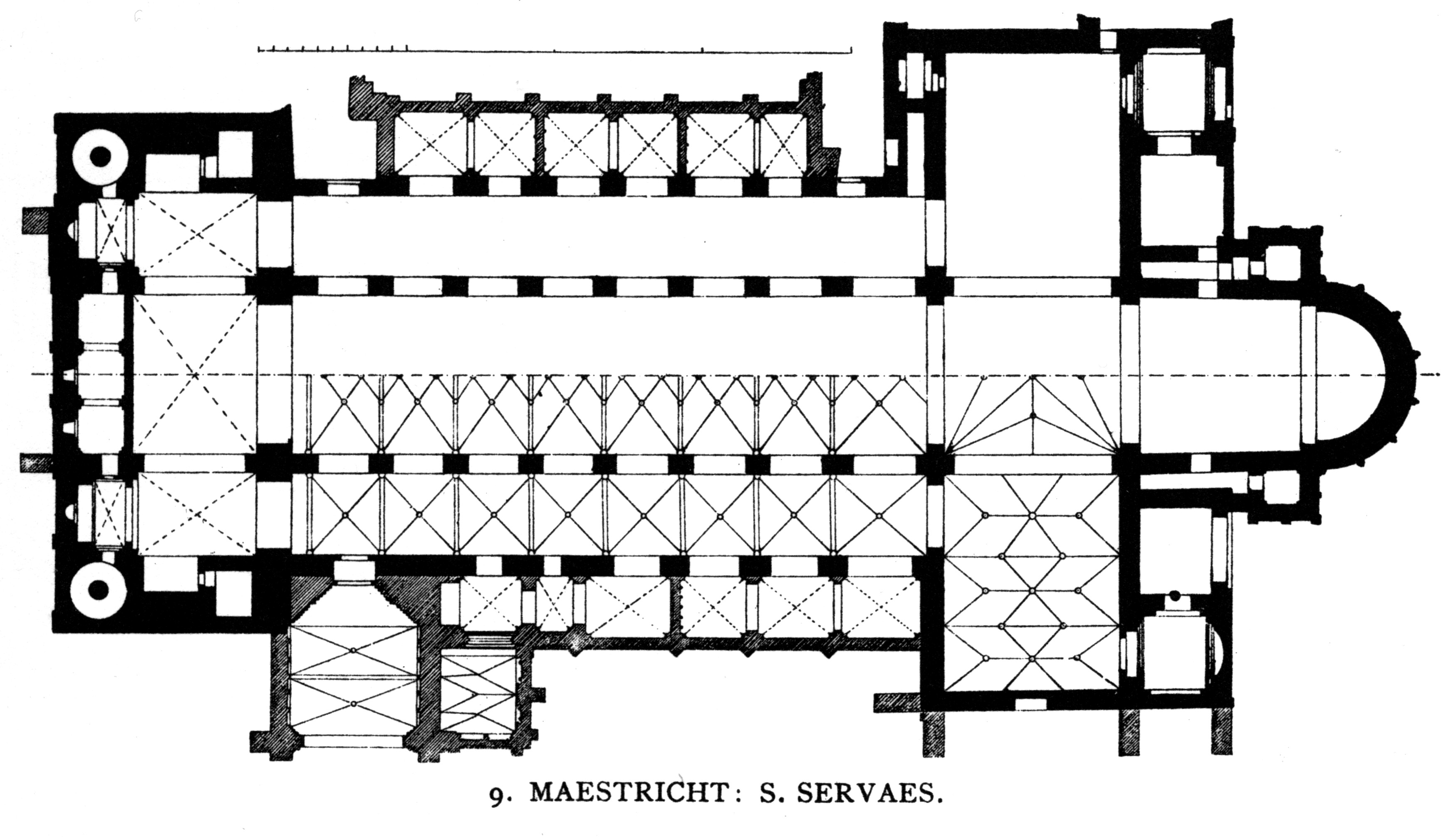
Grundriss der Basilika

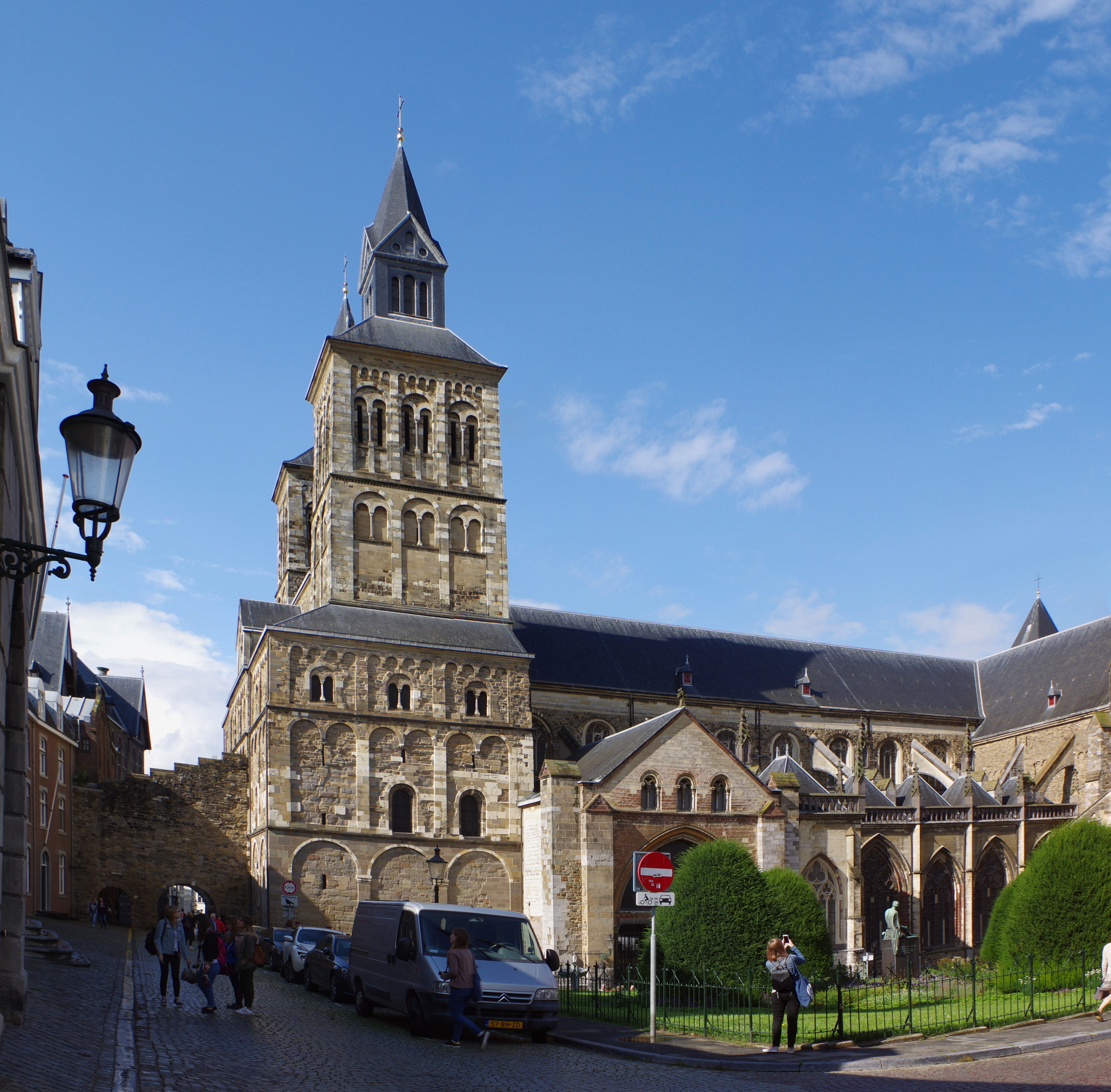
Westwerk der Servatiusbasilika

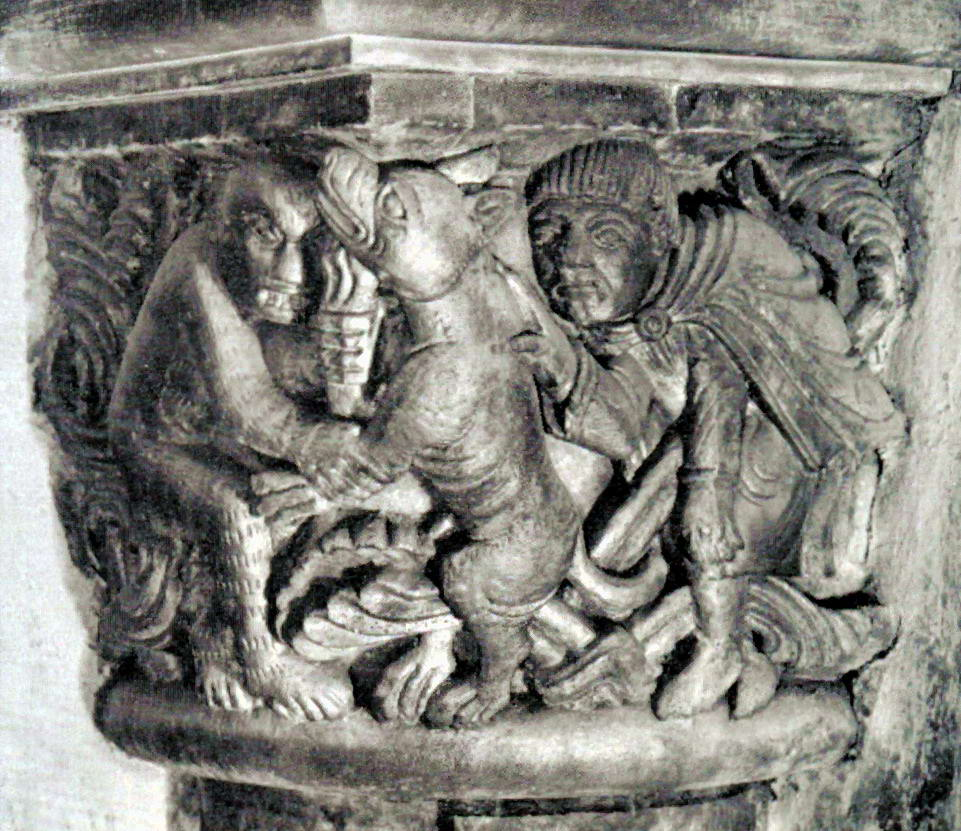
Kapitell im Westchor

Nachdem Servatius, Bischof von Tongern, 384 bei Maastricht verstorben war, wurde über seinem Grab eine hölzerne Gedächtniskapelle errichtet. Kurz nach 549 wurde diese auf Betreiben von Bischof Monulphus durch eine steinerne Kirche mit Krypta ersetzt. Der große Zustrom von Pilgern machte einen größeren Neubau notwendig, der um die Wende vom 10. zum 11. Jahrhundert in Angriff genommen wurde. Aus dieser Bauphase stammen große Teile des heutigen Mittelschiffs, die Seitenschiffe und der Chor. Während der zweiten Bauphase in der zweiten Hälfte des 11. Jahrhunderts entstanden das Querhaus und die anschließenden Kapellen.
Im 12. Jahrhundert wurde die Apsis umgebaut und erhielt eine Zwerggalerie und Chortürme nach dem Vorbild des Speyerer Doms. Auch das Westwerk mit Westchor und Kaisersaal (erbaut worden unter den Pröpsten Arnold II. von Wied, Gerhard von Are und Christian von Mainz) entstand um diese Zeit. Zu Beginn des 13. Jahrhunderts wurde an der Südseite ein frühgotisches Portal angebaut, möglicherweise das früheste gotische Bauwerk in den Niederlanden. Weitere gotische Umbauten erfolgten im 14. Jahrhundert. 1556 erhielt die Kirche zwischen den beiden Westtürmen einen dritten Turm, der 1770 durch einen barocken Bau ersetzt wurde.

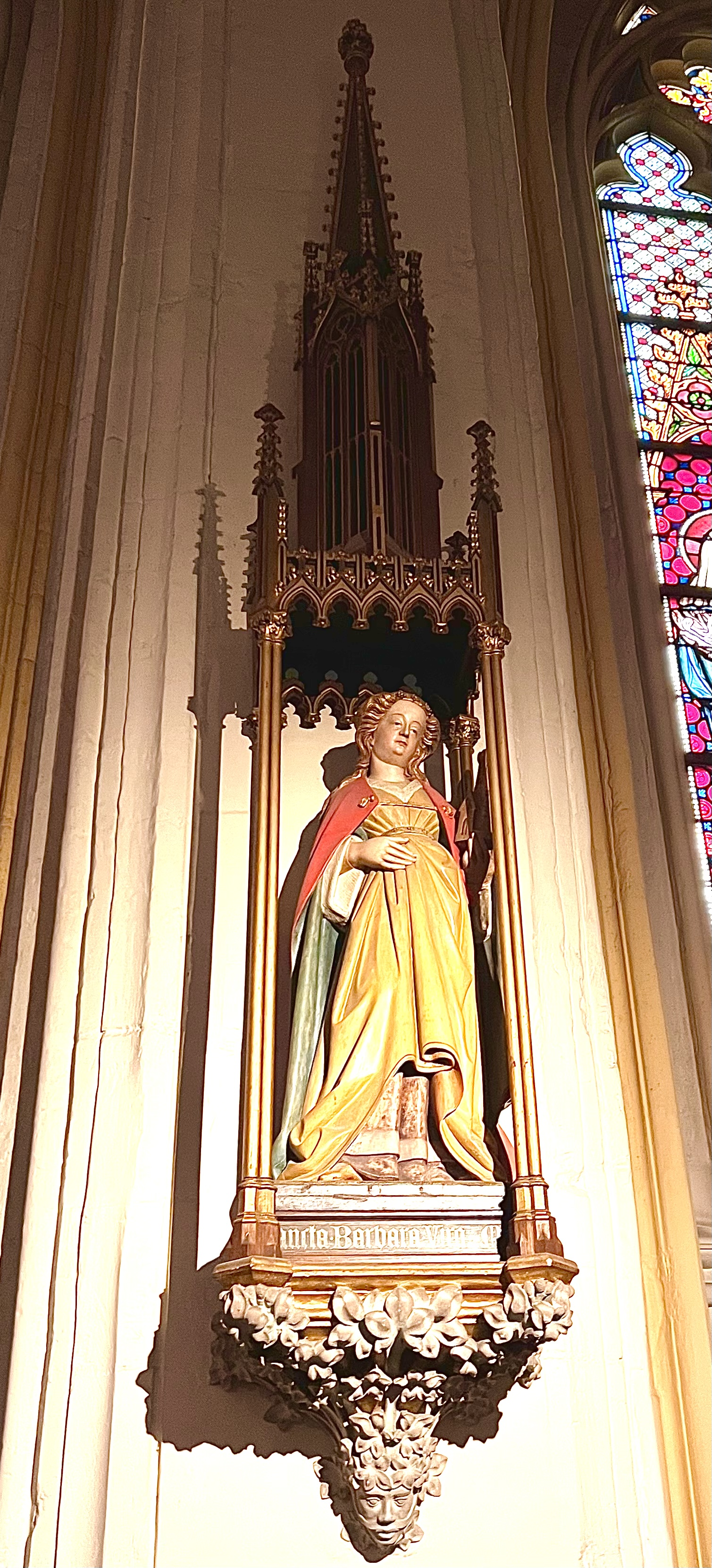
Statue der Hl. Barbara aus dem 15. Jahrhundert in einer Seitenkapelle

Das Stift wurde 1797 während der französischen Besetzung aufgehoben, die Kirche danach als Pferdestall genutzt. 1804 wurde die Basilika zur Pfarrkirche. Zwischen 1866 und 1900 wurde die Kirche von den Architekten Pierre Cuypers durchgreifend restauriert, die barocken Umbauten dabei rückgängig gemacht. Sein Leitbild war, den spätmittelalterlichen Bauzustand – so weit als möglich – wiederzugewinnen. 1955 wurde die Basilika durch Brand beschädigt, der Mittelturm zerstört. 1985 wurde die Kirche zur Basilica minor erhoben.
Nach Plänen, die der Architekt Teunis (Teus) van Hoogevest seit 1977 erarbeitet und für die er die Baugeschichte der Kirche untersucht hatte, wurde sie von 1981 bis 1993 von Grund restauriert. Bei dieser Gelegenheit erfolgten unter dem Langhaus von 1981 bis 1989 umfangreiche Ausgrabungen unter Leitung von Titus A.S.M. Panhuysen. Die Restaurierung war so tiefgreifend, dass man sich entschloss, die Kirche 1993 noch einmal zu weihen. Wie schon bei der Kirchweihe 1039 waren auch bei der Kirchweihe 1993 zwölf Bischöfe zugegen.

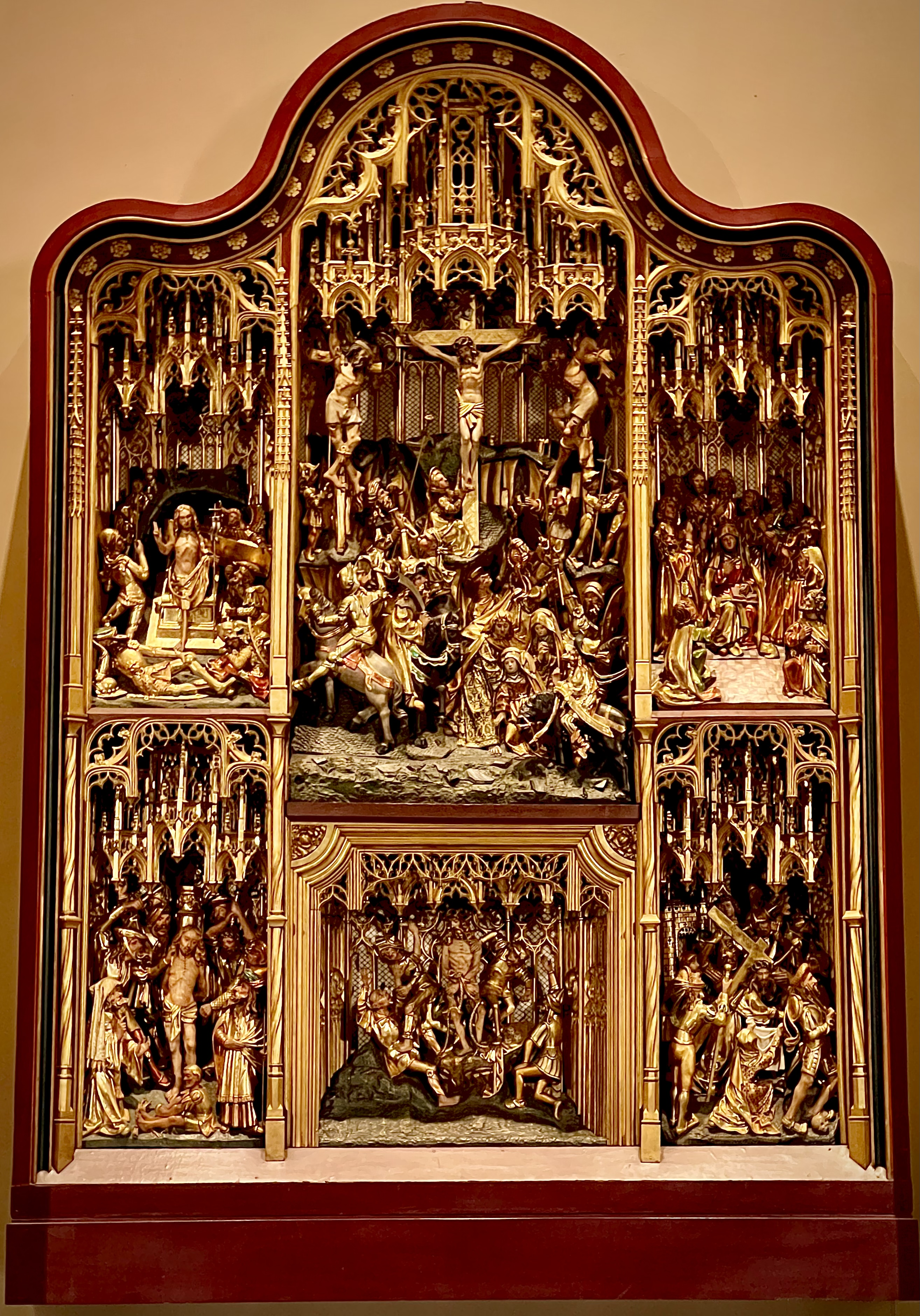
Antwerpener Schnitzaltar in einer Kapelle neben der Basilika

## Kunsthistorische Bedeutung
Das Westwerk der St. Servatiuskirche gilt als einer der interessantesten Bauten des 12. Jahrhunderts im Maasgebiet. Wichtig ist vor allem die Bauskulptur im Westbau, wahrscheinlich während der Amtsperiode des Propstes Gerhard von Are hergestellt. Die 34 Kapitelle gehören zu den bedeutendsten Beispielen der Maasländischen Skulptur. Abgebildet sind Szenen aus Augustinus De civitate Dei: Blättermotive, Tierpaare, kämpfende Menschen und Tiere, und Menschen bei der alltäglichen Arbeit. Eine enge Verwandtschaft zwischen der Maastrichter Steinplastik und der Zwerggalerie der Doppelkirche in Schwarzrheindorf und einem Teil der Kapitelle im Palais der Wartburg bei Eisenach wurde von Kunsthistorikern festgestellt.

## Ausstattung

### Schatzkammer
Sie befindet sich neben dem nordöstlichen Flügel des Kreuzganges. Unter den Besitztümern der Schatzkammer sind der sogenannte Servatius-Schlüssel (Aachen, IX. Jh.), das Servatius-Kreuz (Trier, XI. Jh.), der Servatius-Schrein (Maastricht, XII. Jh.), die Servatius-Büste (Maastricht, XIV./XVI. Jh.) und ein Patriarchenkreuz (Maastricht, XV. Jh.) bemerkenswert, sowie auch eine Sammlung mittelalterlichen Textilien. Große Teile des Kirchenschatzes (so auch der sogenannte Einhardbogen oder Arcus Einhardi) gingen nach der Aufhebung des Stiftes durch die französischen Besetzer in 1797 verloren. Trotzdem ist der Servatius-Schatz weitgehend der wichtigste Domschatz der Niederlande.

### Seitenschiffe und Kapellen
In und um die Seitenschiffe sind die Kapellen mit zahlreichen Kunstwerken, Grabmälern, Epitaphen zu finden. Von den ursprünglichen 14 Kapellen sind heute sieben erhalten: Die Taufkapelle, die Kapelle „Unsere lieben Frau - Sitz der Weisheit“, die Kapelle des Antonius von Padua, die Kapelle des Heiligen Monulfus und Gondulfus, die St. Josef-Kapelle, Die Barbara-Kapelle und die Kapelle „Unserer Lieben Frau der sieben Schmerzen“.

### Orgeln

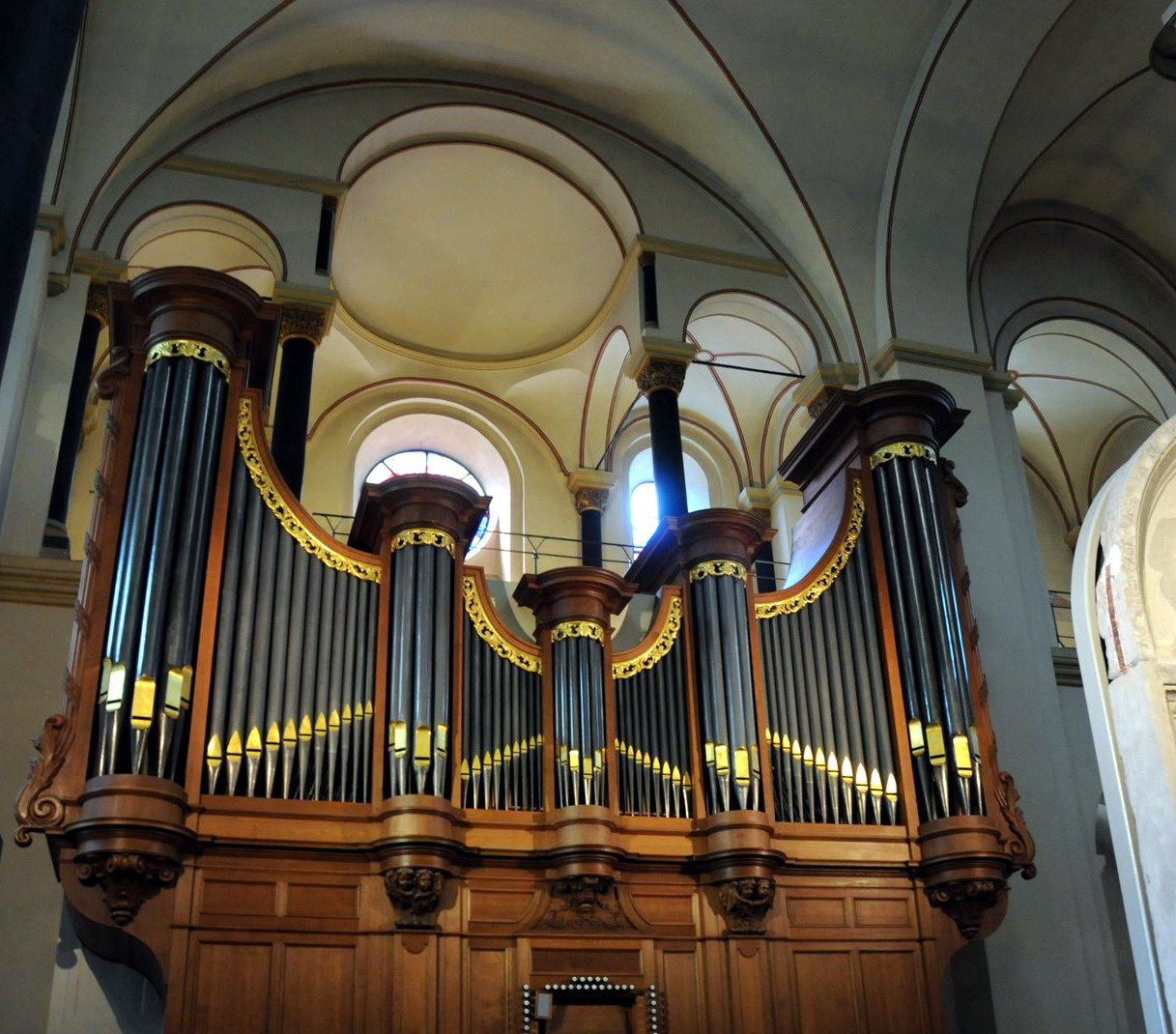
Prospekt der Hauptorgel

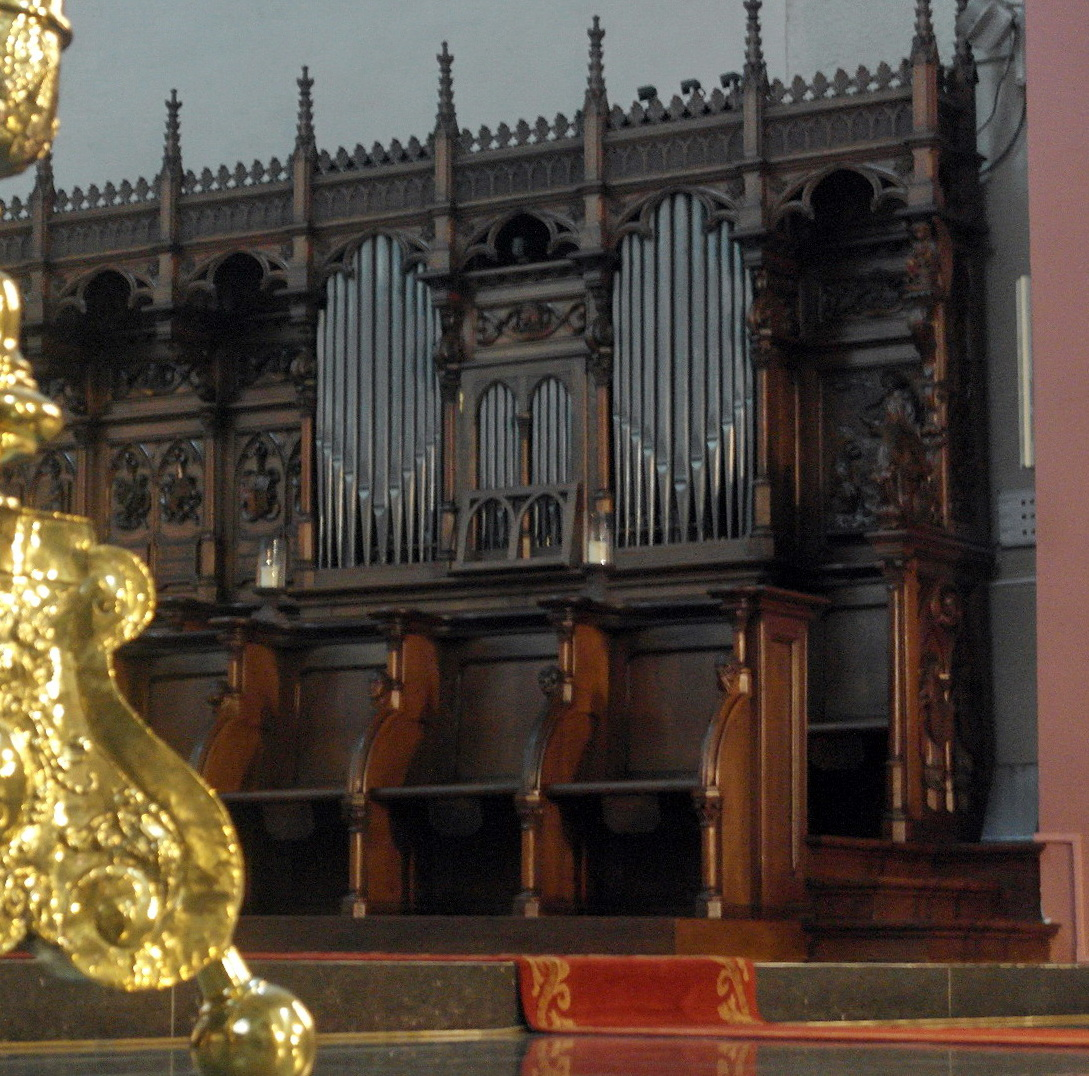
Chororgel

Die Basilika verfügt über drei Orgeln: Die Hauptorgel im Westwerk, eine Chororgel und eine Kabinettorgel.
Die Hauptorgel im Westwerk der Basilika hat eine abwechslungsreiche Geschichte. Die Ursprünge des Instruments reichen zurück in die Zeit um das Jahr 1650; erbaut wurde die Orgel für die nahe gelegene Dominikanerkirche, mit 19 Registern auf drei Manualen. Mitte des 18. Jahrhunderts wurde das Instrument durch den Orgelbauer Jean-Baptiste Le Picard umgebaut und erweitert (insgesamt 28 Register auf drei Manualwerken).
Zu dieser Zeit stand in der Basilika eine Orgel, über die es keine Informationen gibt. Es muss sich aber wohl um ein größeres Instrument gehandelt haben, welches in den Wirren der Frz. Revolution verloren ging. Nach Wiedereröffnung der Servatius-Basilika im 19. Jahrhundert wurde die Orgel der Dominikanerkirche für die Basilika erworben, und dort durch den Orgelbauer Joseph Binvignat mehr oder minder unverändert aufgestellt. Um das Jahr 1840 führte sein Sohn Adam Binvignat einige Veränderungen an dem Instrument durch. 1843 wurde die Orgel durch die Orgelbauer Gebr. Franssen (Horst) neu errichtet und im Westwerk der Basilika aufgestellt, wobei ein Großteil des Pfeifenwerks erneuert wurde und ein eigenständiges Pedalwerk hinzugefügt wurde.
In den 1850er Jahren wurde die Orgel nach und nach durch die Orgelbauer Pereboom und Leijser erweitert.
Zuletzt wurde das Instrument 1989 durch die Orgelbaufirma Verschueren restauriert, wobei auch das Orgelgehäuse überarbeitet und angepasst wurde, und der Spieltisch mittig vor der Orgel untergebracht wurde. Das Instrument hat heute 41 Register auf drei Manualwerken und Pedal.
| I Grand Orgue C–g3 |                   |        |
| 01.                | Montre            | 16′    |
| 02.                | Bourdon           | 16′    |
| 03.                | Montre            | 08′    |
| 04.                | Bourdon           | 08′    |
| 05.                | Flute Harmonique0 | 08′    |
| 06.                | Viola di Gamba    | 08′    |
| 07.                | Prestant          | 04′    |
| 08.                | Flute             | 04′    |
| 09.                | Salicional        | 04′    |
| 10.                | Quinte            | 02 ⁄3′ |
| 11.                | Doublette         | 02′    |
| 12.                | Fourniture III    |        |
| 13.                | Cymbale II        |        |
| 14.                | Cornet V          |        |
| 15.                | Bombarde          | 16′    |
| 16.                | Trompette         | 08′    |
| 17.                | Clairon           | 04′    |

| II Positif C–g3 |                   |     |
| 18.             | Montre            | 08′ |
| 19.             | Bourdon           | 08′ |
| 20.             | Salicional        | 08′ |
| 21.             | Unda Maris        | 08′ |
| 22.             | Bilingua          | 08′ |
| 23.             | Prestant          | 04′ |
| 24.             | Flute             | 04′ |
| 25.             | Doublette         | 02′ |
| 26.             | Flageolet         | 01′ |
| 27.             | Mixture II-III    |     |
| 28.             | Basson-Hautbois 0 | 08′ |

| III Echo C–g3 |                |     |
| 29.           | Bourdon        | 08′ |
| 30.           | Flute          | 04′ |
| 31.           | Flageolet      | 02′ |
| 32.           | Cornet II–III  |     |
| 33.           | Voix humaine 0 | 08′ |

| Pédale C–f1 |            |         |
| 34.         | Montre     | 16′     |
| 35.         | Soubasse 0 | 16′     |
| 36.         | Quinte     | 10 2⁄3′ |
| 37.         | Flute      | 08′     |
| 38.         | Prestant   | 04′     |
| 39.         | Bombarde   | 16′     |
| 40.         | Trompette  | 08′     |
| 41.         | Clairon    | 04′     |

- Koppeln: II/I, III/II, I/P
- Sonstiges: Tremblant

Die Chororgel wurde von dem Orgelbauer Verschueren erbaut. Das Instrument enthält Pfeifenmaterial einer Orgel, die 1695 von Hendrick Metzeler für die Lutherische Kirche in Maastricht erbaut worden war. Das Instrument hat 6 Register auf einem Manualwerk (C-d3: Holpijp 8′, Fluit Travers 8′, Prestant 4′, Fluit 4′, Quint 2/3′, Octaaf 2′, Tremulant), die in Bass- und Diskantseite geteilt sind. Das Pedal (C-c1) ist angehängt.

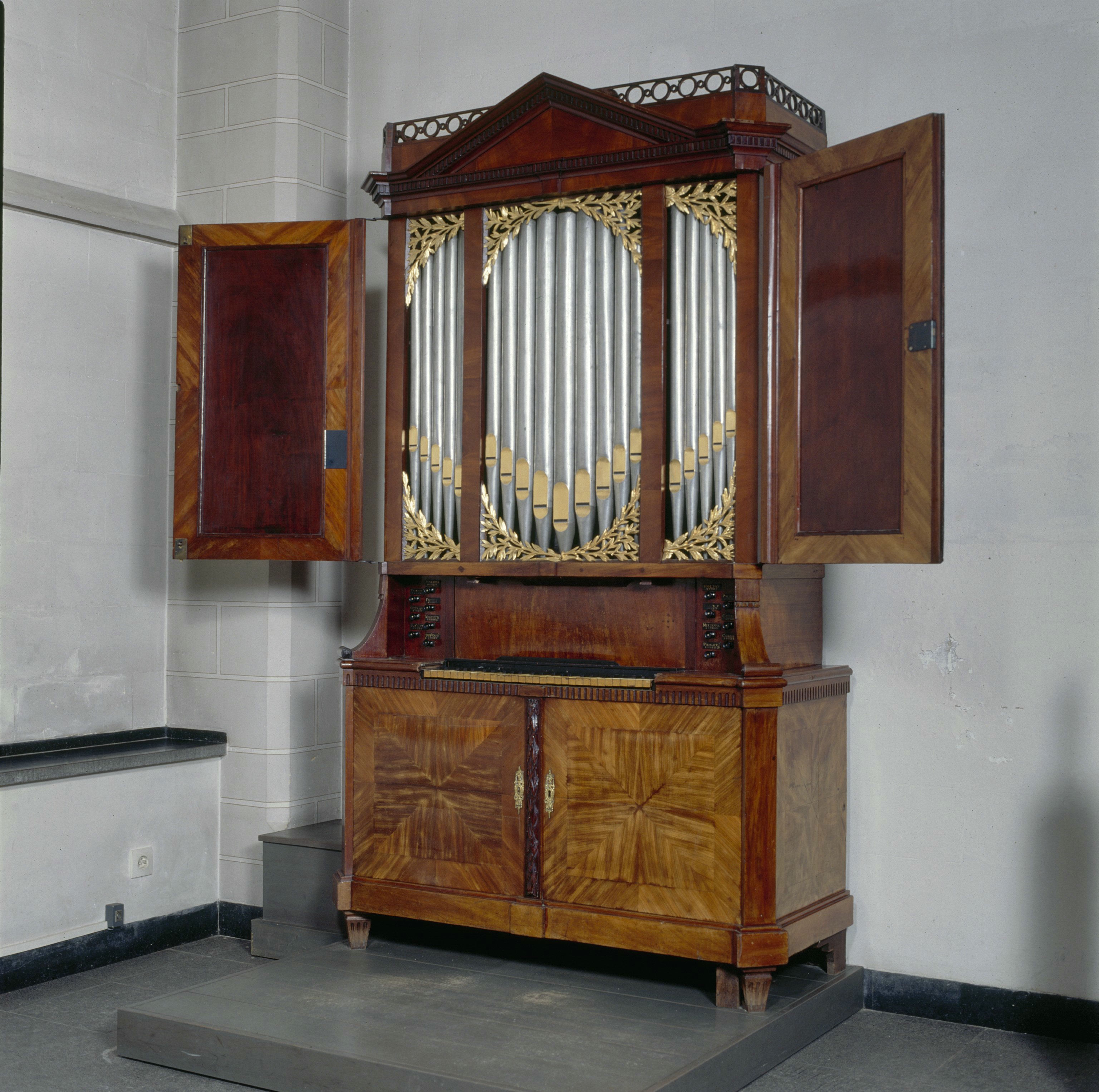
Kabinett-Orgel

Die Kabinettorgel wurde vermutlich von dem Orgelbauer Pieter Künckel erbaut und steht in der Werktagskapelle der Basilika. 2013 wurde das Instrument durch den Orgelbauer Hans van Rossum restauriert. Es hat 8 Manualregister (C-f3: Holpyp 8′, Praest[an]t 8′, Praest[an]t 4′, Fluyt 4′, Octaav 2′, Sup[er] Oct[aaf] 1′, Mixtuur III-IV, Cornet III).

### Glocken

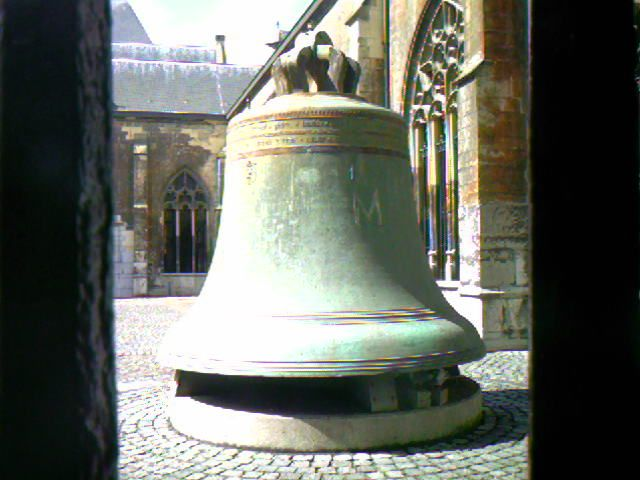
Alte Glocke Grameer im Klosterhof

Die größte Glocke der Servatiusbasilika hat den Namen „Grameer“ (aus dem Französischen: „grand-mère“, = Großmutter). Die Glocke wurde am 21. Juni 1515 durch die Glockengießer Willem und Jaspar Moer gegossen. 1980 goss Glockengießerei Eijsbouts eine Kopie von dieser Glocke, die anstelle der historischen „Grameer“ im Südturm aufgehängt wurde; die alte „Grameer“ befindet sich seitdem im Innenhof des Kreuzganges ausgestellt.
Die „Grameer“ hat den Schlagton g0. Die übrigen Glocken wurden 1950 von der Glockengießerei Petit & Fritsen und 1985 von der Glockengießerei Eijsbouts gegossen. Außerdem verfügt die Kirche über eine Wandlungsglocke, gegossen von Petit en Fritsen im Jahre 1951, mit dem Schlagton d2.
| Nr. | Name    | Gussjahr | Gießer          | Durchmesser (mm) | Gewicht (kg, ca.) | Schlagton |
| --- | ------- | -------- | --------------- | ---------------- | ----------------- | --------- |
| 1   | Grameer | 1980     | Eijsbouts       | 2200             | 6270              | g0        |
| 2   |         | 1950     | Petit & Fritsen | 1556             |                   | c1        |
| 3   |         | 1950     | Petit & Fritsen | 1385             |                   | d1        |
| 4   |         | 1950     | Petit & Fritsen | 1232             |                   | e1        |
| 5   |         | 1985     | Eijsbouts       | 1175             |                   | f1        |
| 6   |         | 1985     | Eijsbouts       | 1036             |                   | g1        |
| 7   |         | 1985     | Eijsbouts       | 923              |                   | a1        |

## Bildergalerie

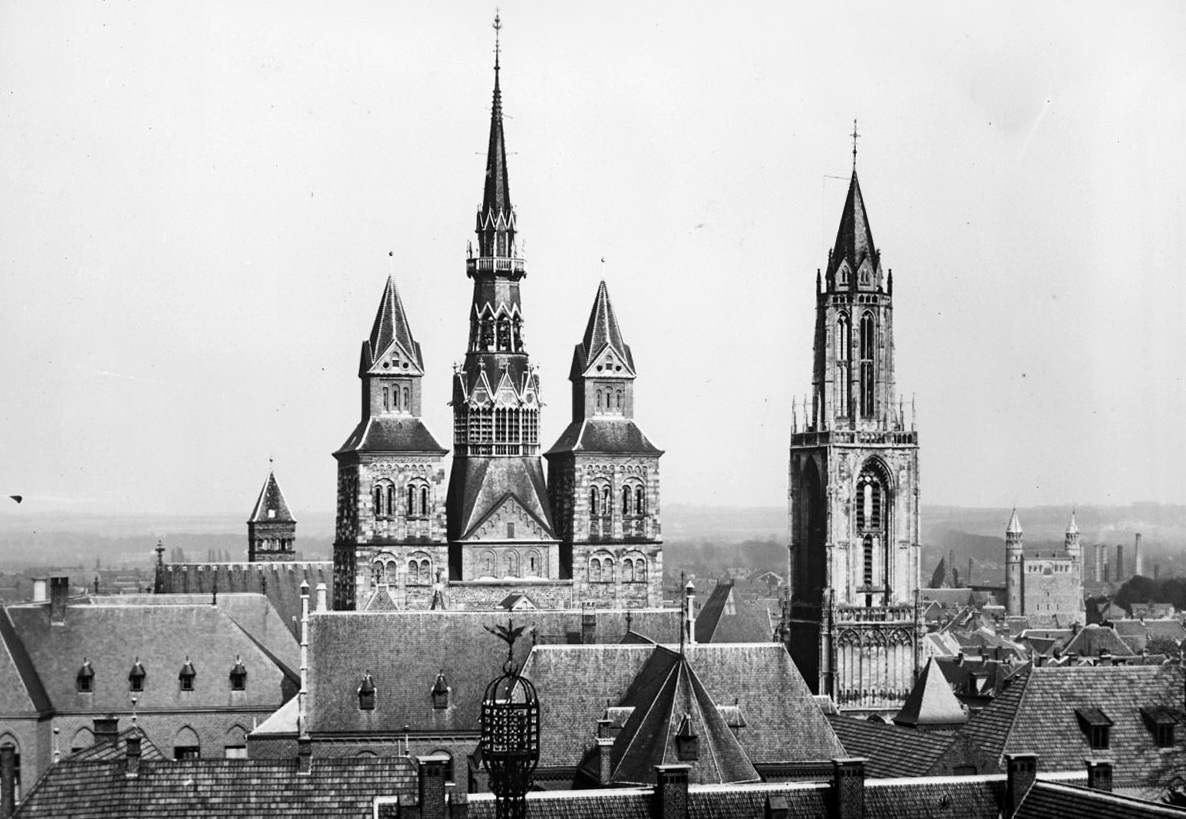
1937 mit dem Mittelturm
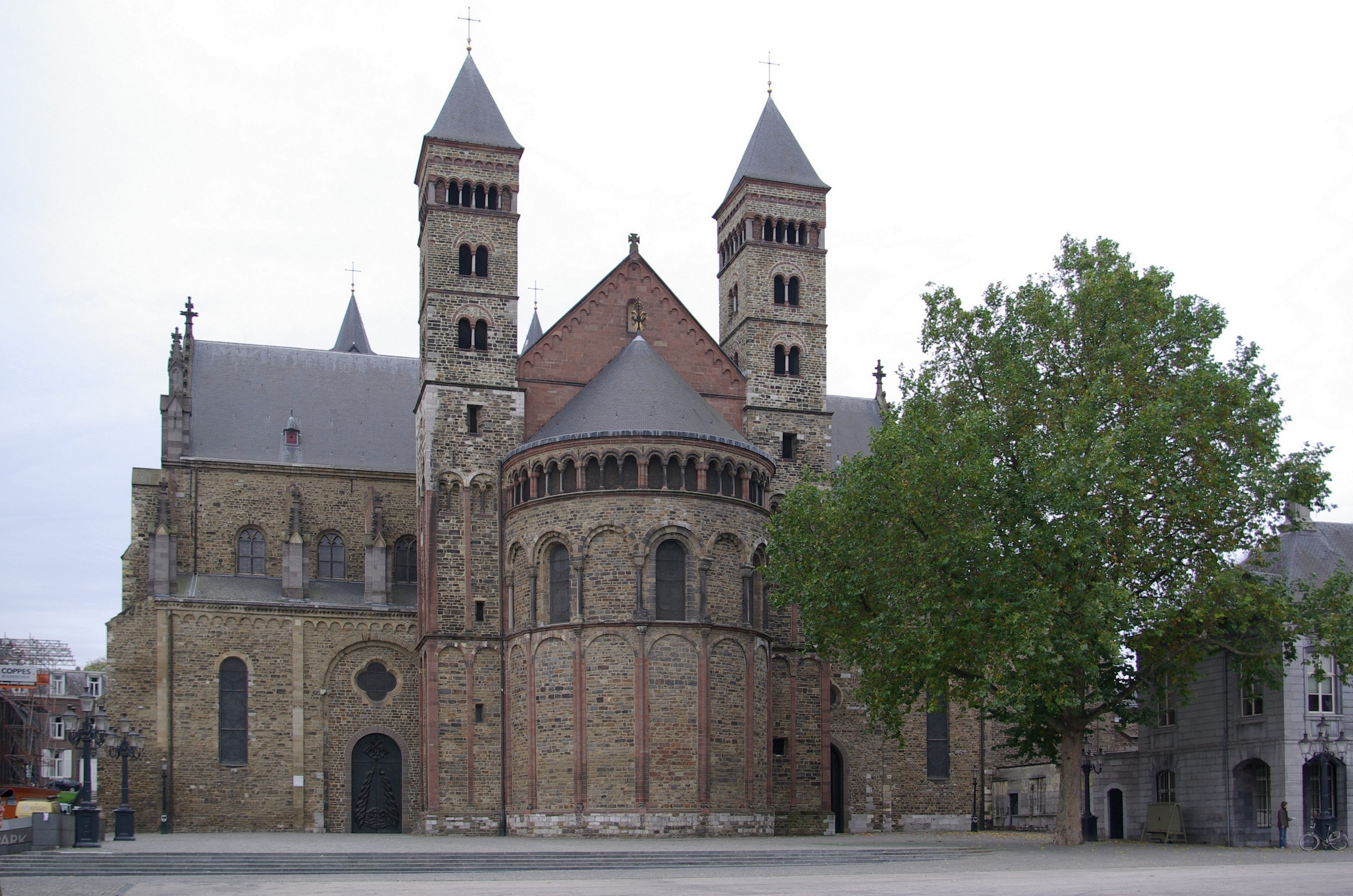
Vrijthof-Seite
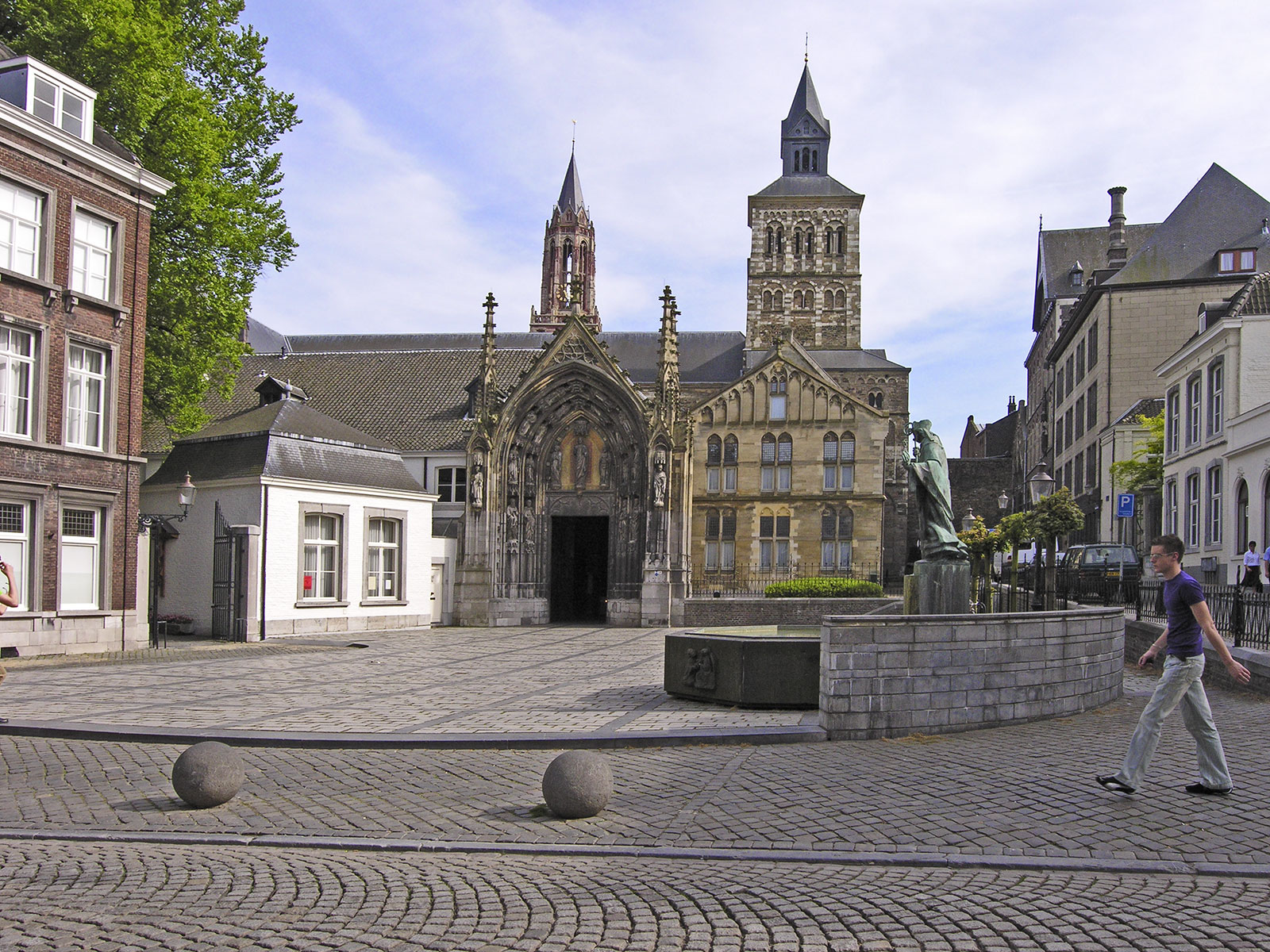
Nördlicher Eingang mit Servatiusbrunnen
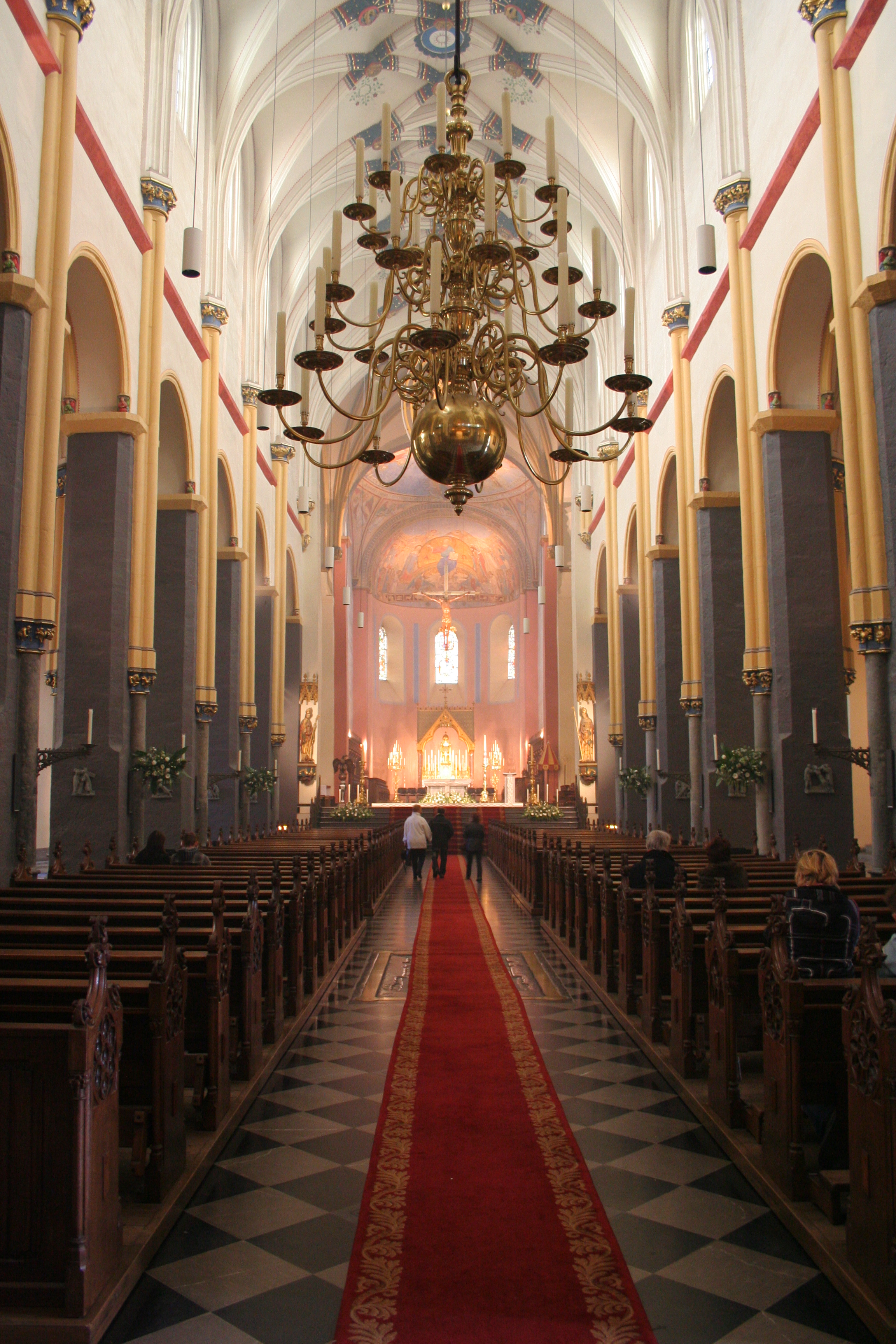
Innenraum
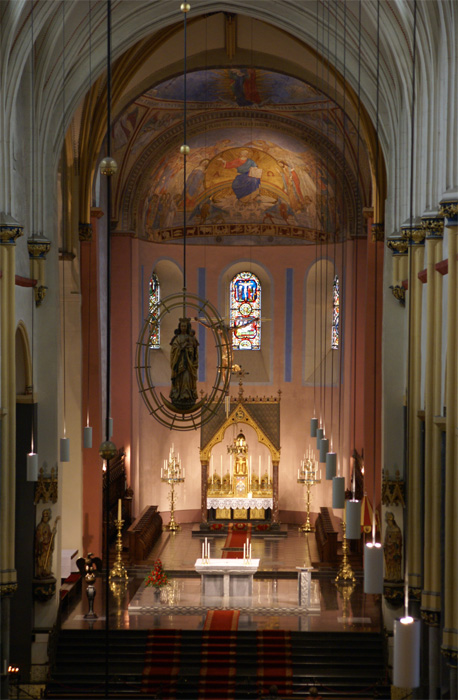
Priesterchor
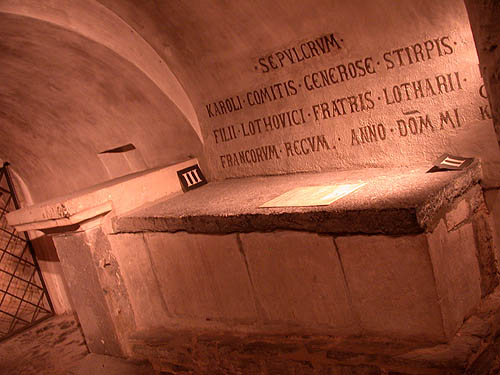
Kenotaph des letzten Karolingers, Karl von Niederlothringen
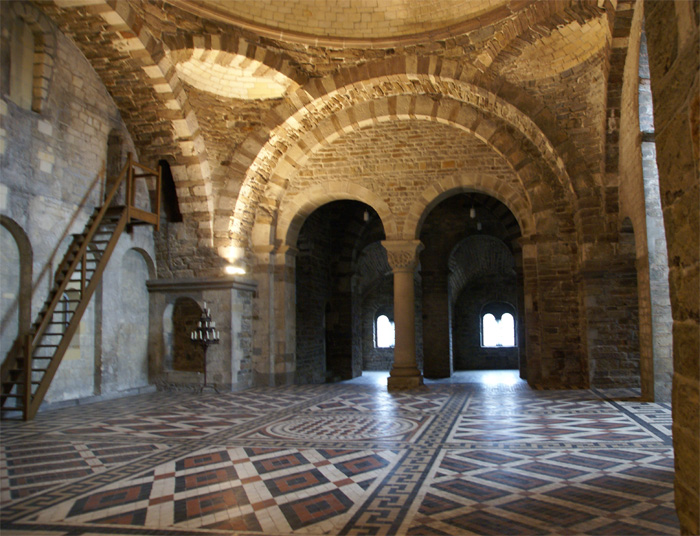
Kaisersaal im Westwerk
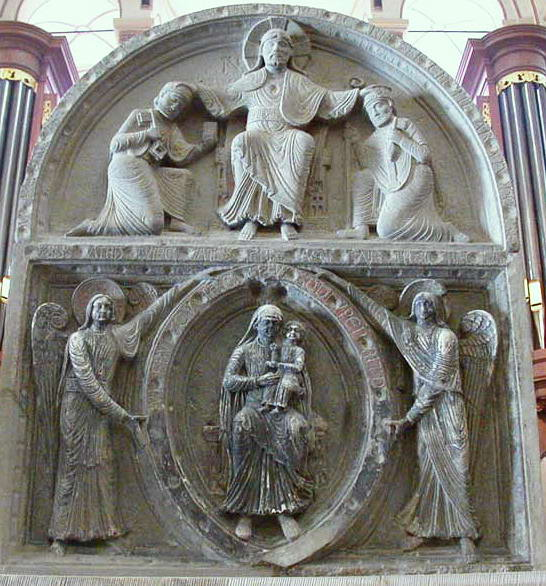
Doppeltrelief im Westwerk
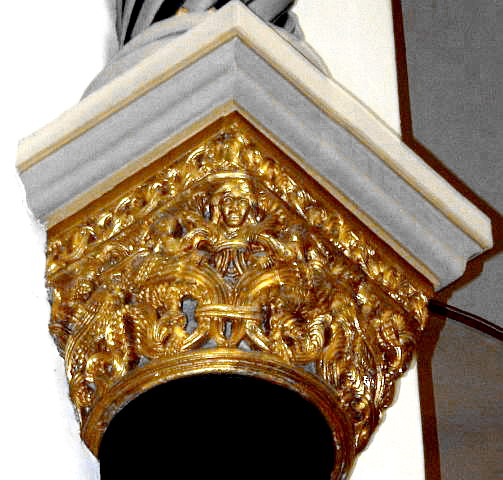
Kapitell im Westwerk
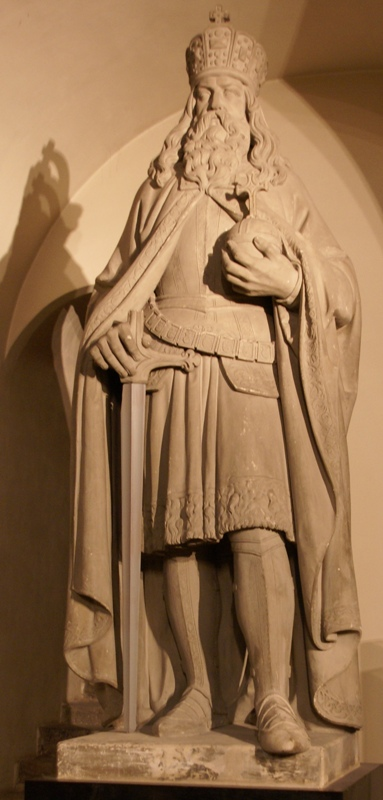
Standbild Karls des Großen
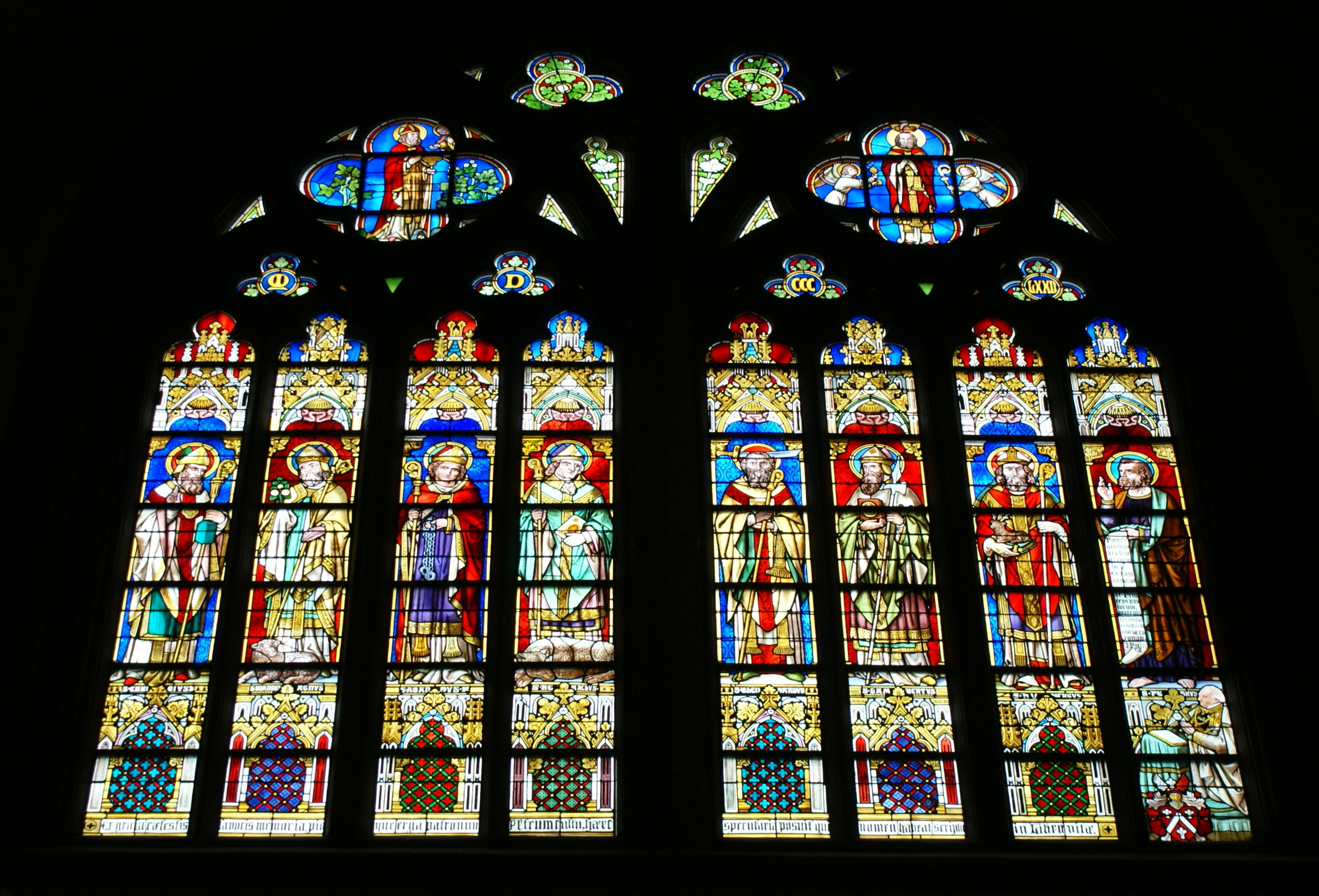
Bleiglasfenster
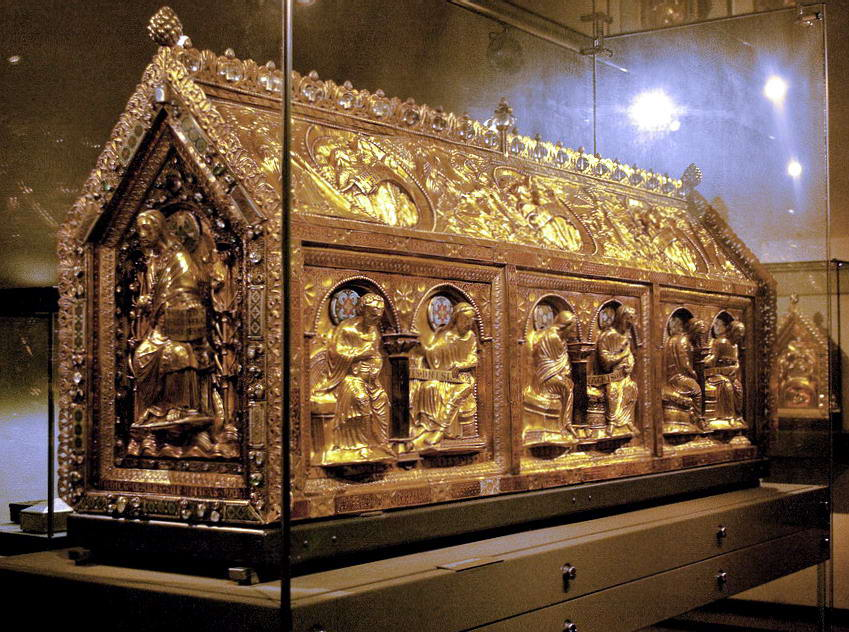
Servatiusschrein in der Schatzkammer
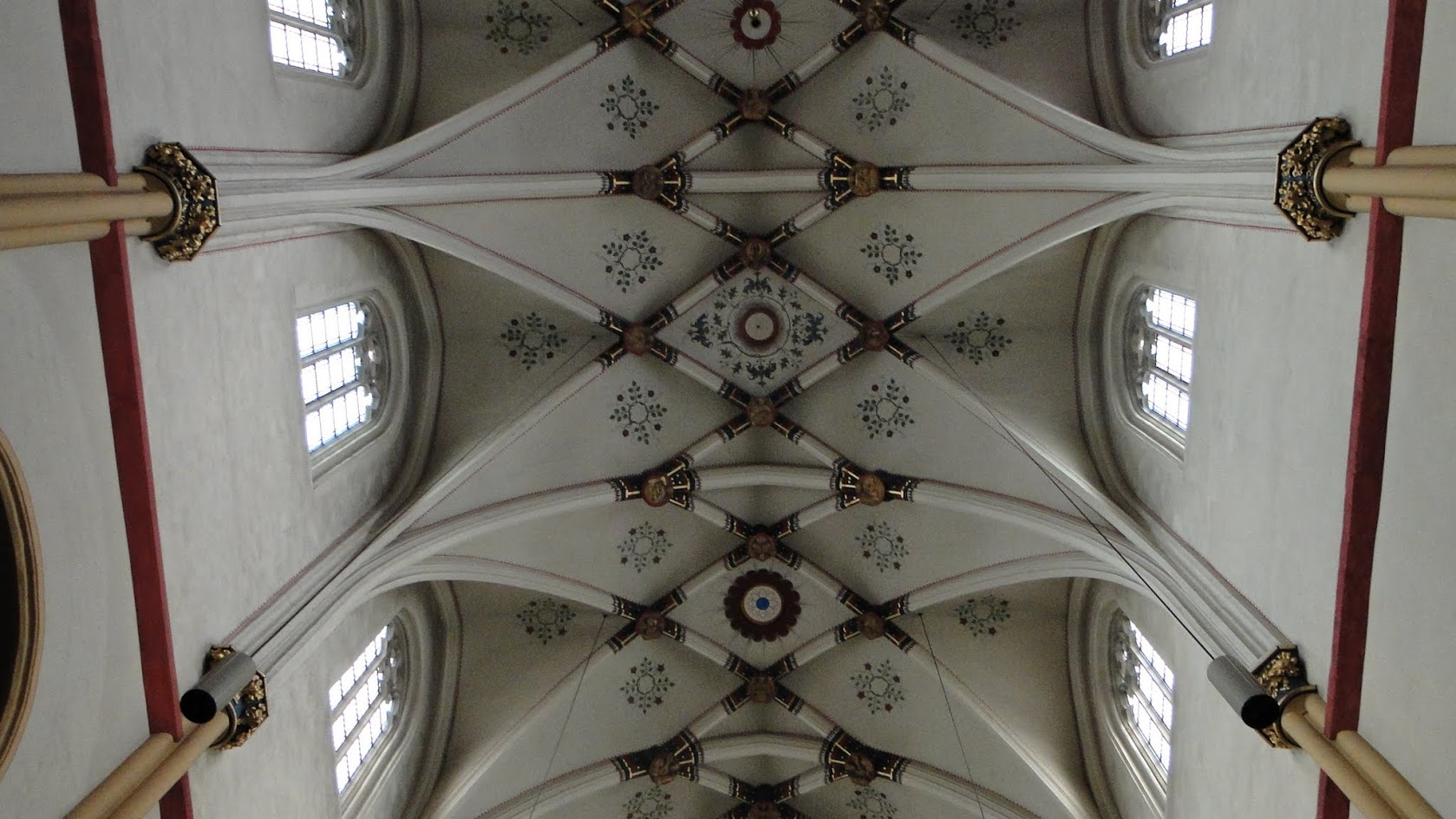
Detail der Basilikadecke
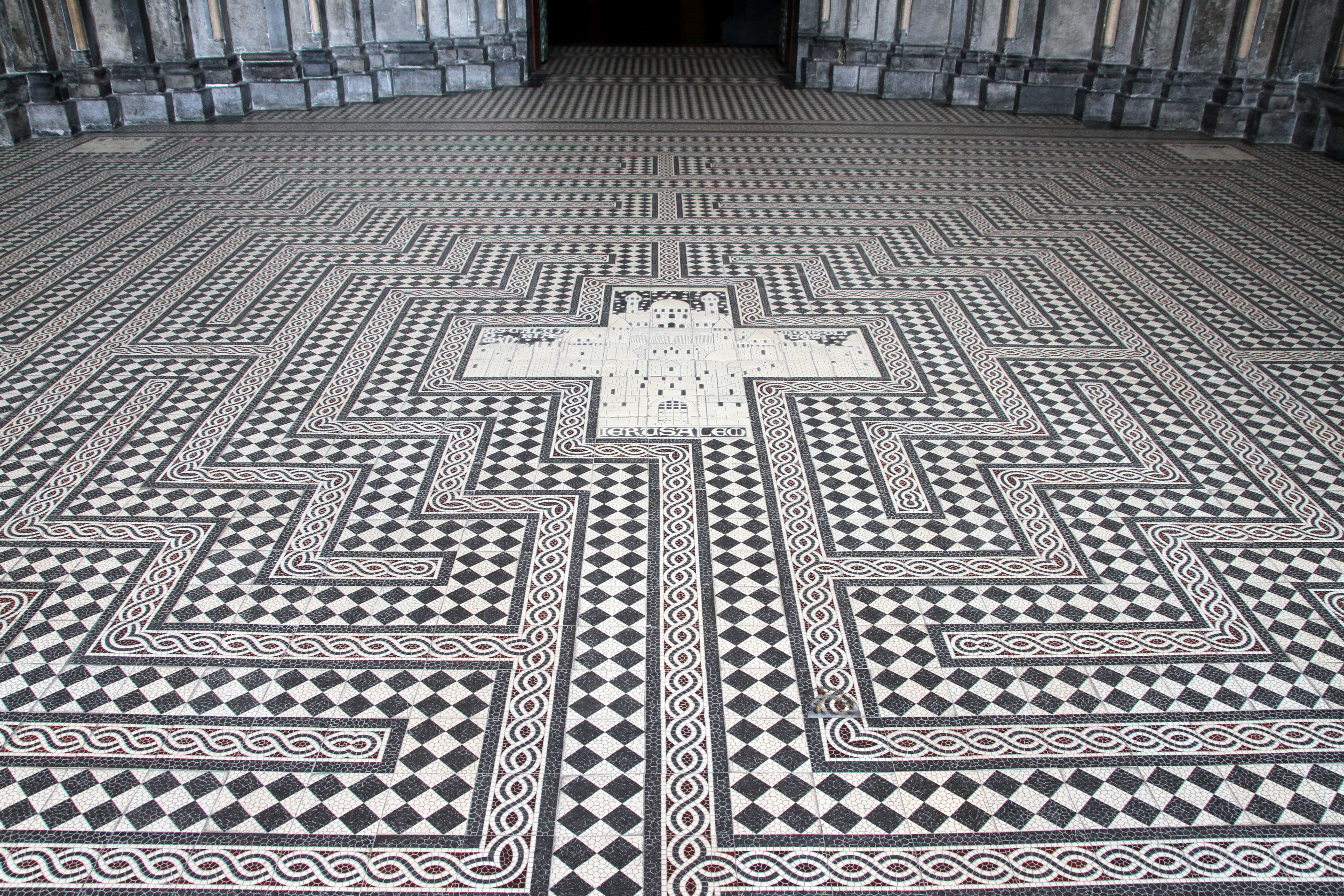
Fußboden-Labyrinth im Südportal
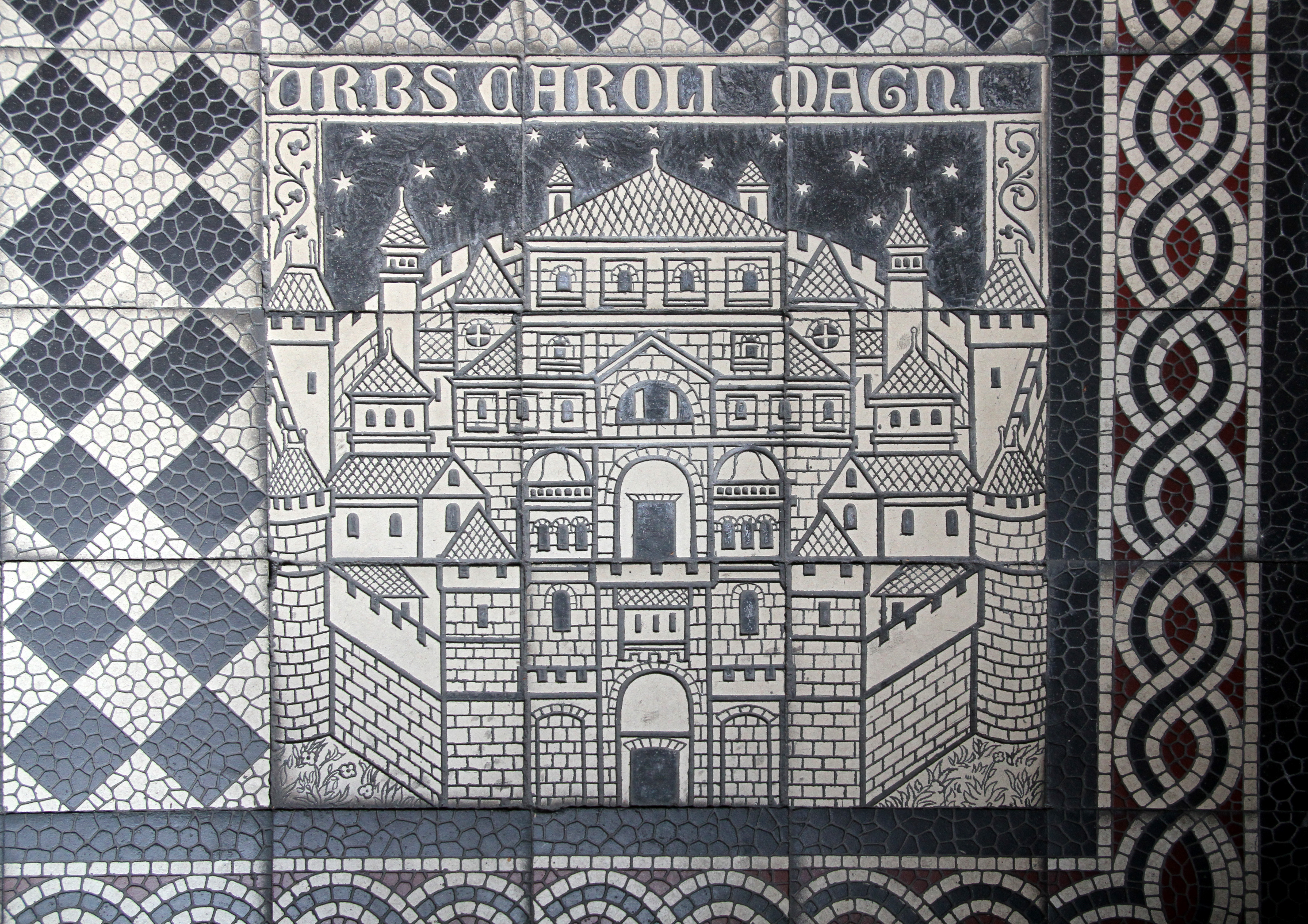
Fußboden-Labyrinth, Aachen
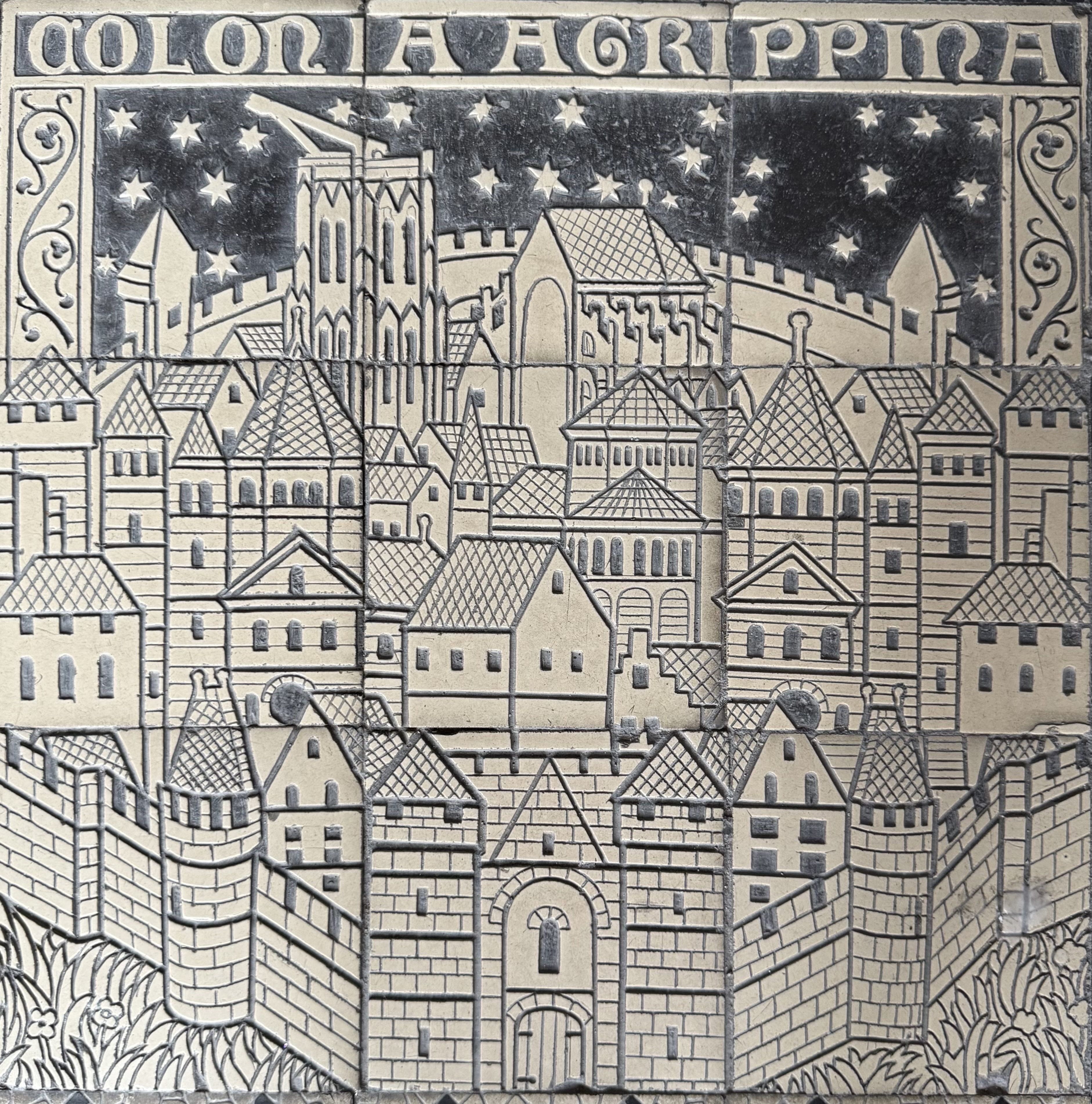
Bodenmosaik: Köln im Mittelalter
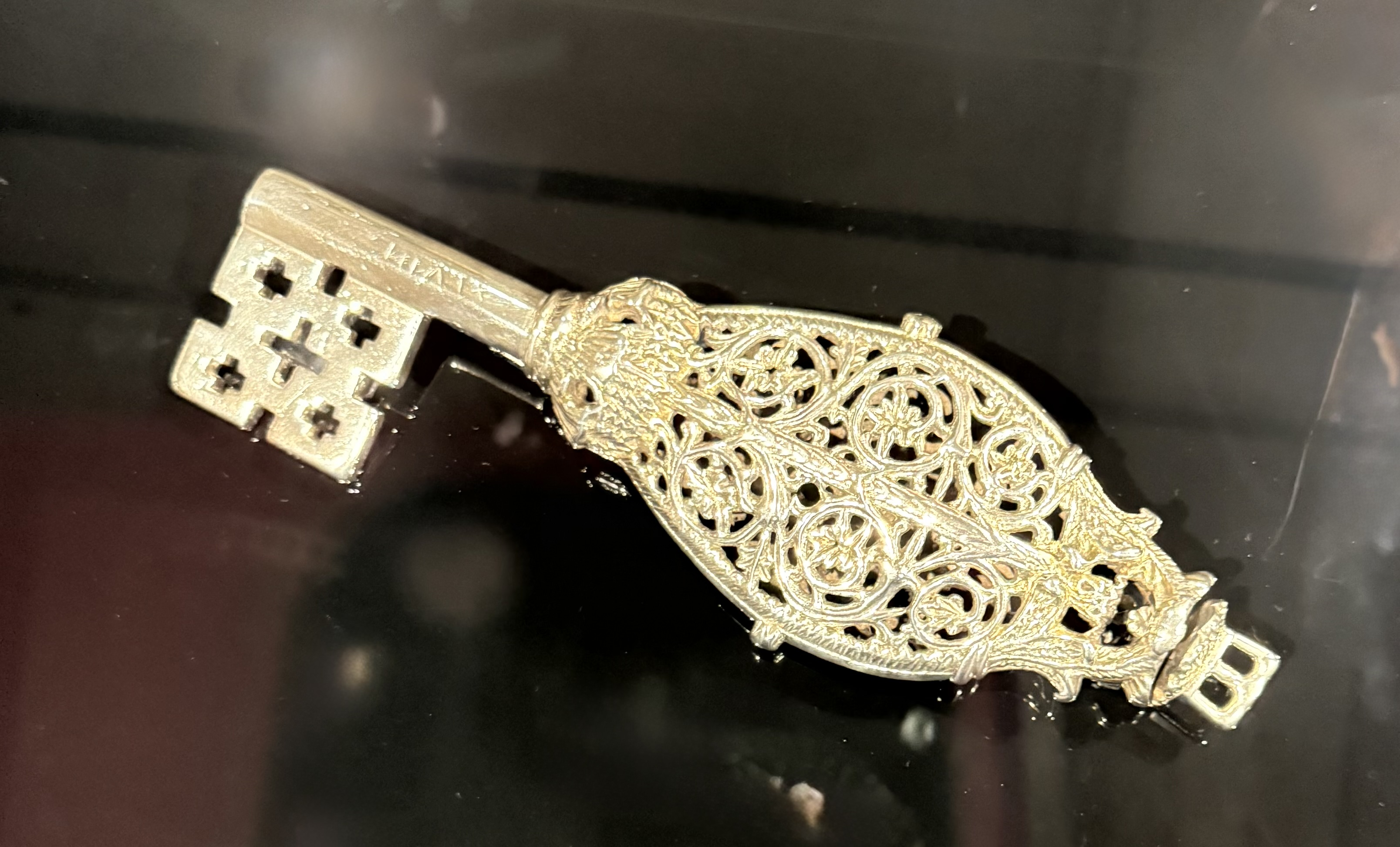
Servatiusschlüssel
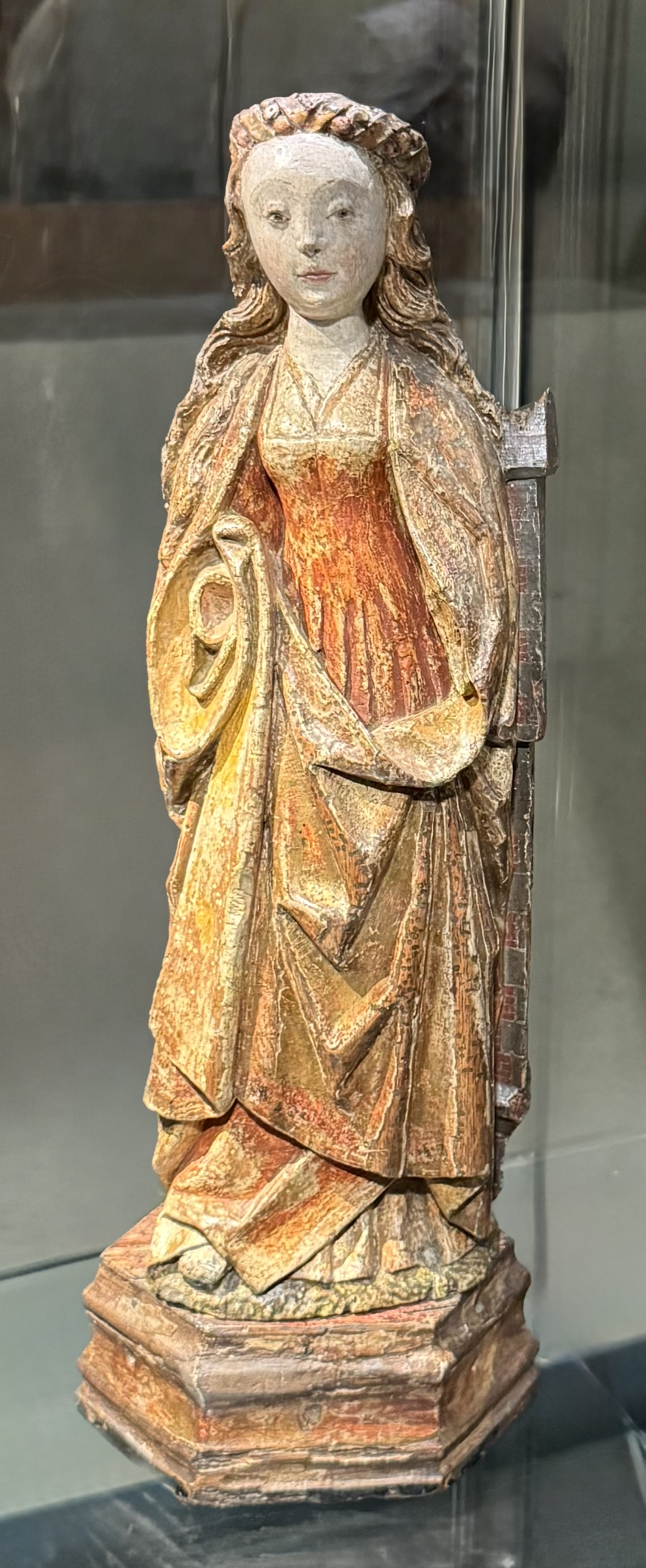
Schatzkammer: Hl. Barbara 15. Jahrhundert
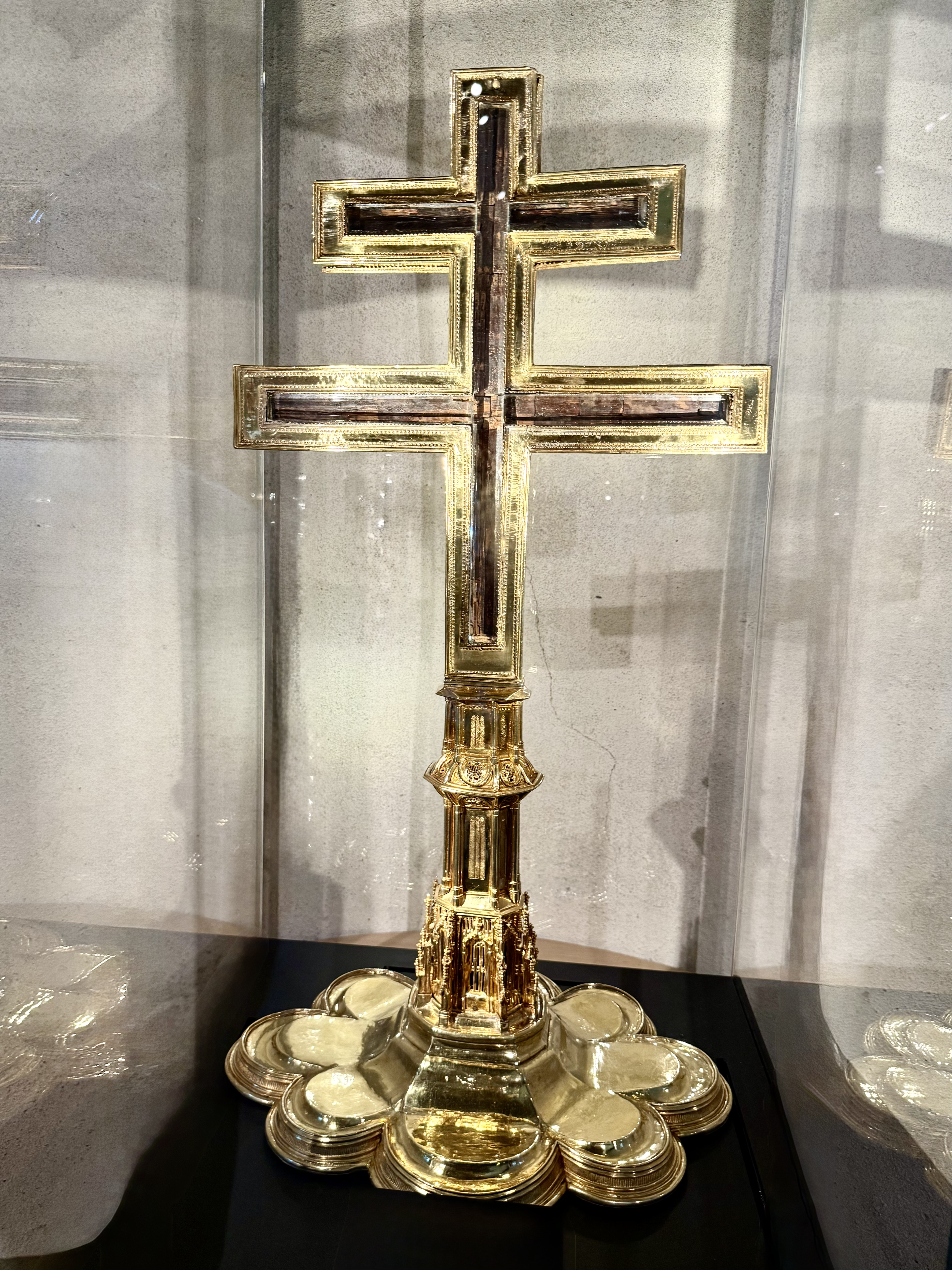
Schatzkammer: Staurothek
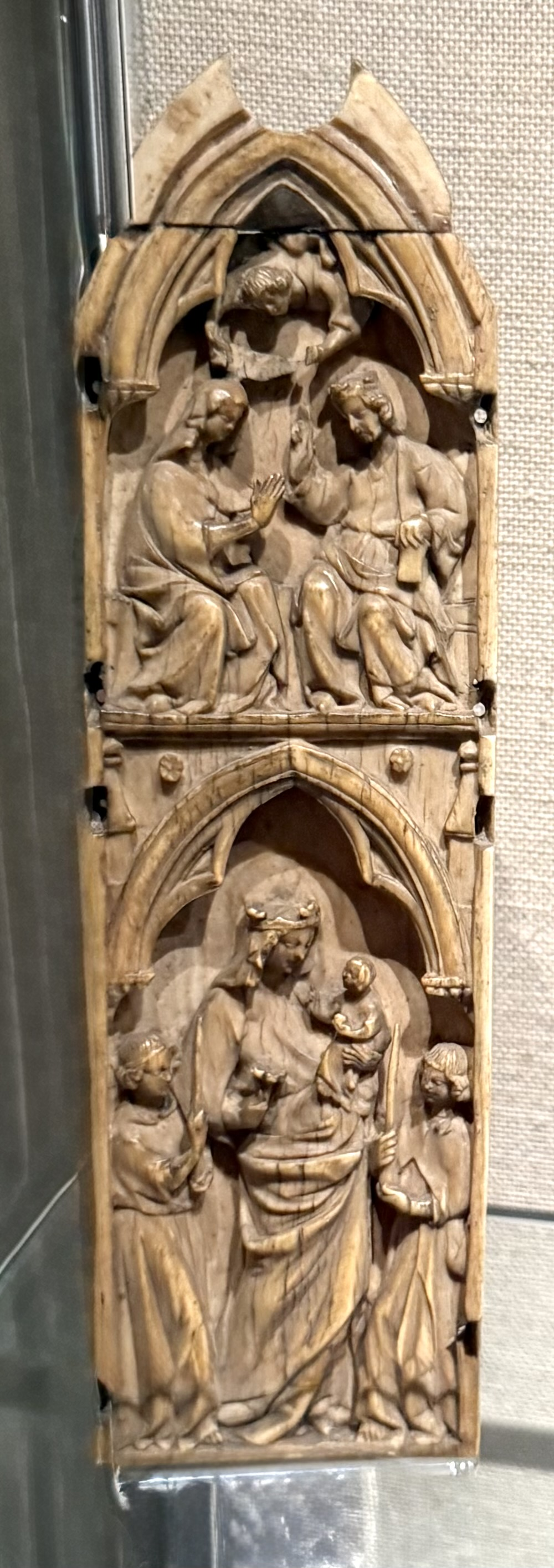
Schatzkammer: Elfenbeinrelief, um 1350